# Kanton Altkirch
Der Kanton Altkirch ist seit 1790 ein französischer Wahlkreis im Arrondissement Altkirch, im Département Haut-Rhin und in der Region Grand Est (bis 2015 Elsass).

## Geschichte
Der Kanton wurde am 4. März 1790 im Zuge der Einrichtung der Départements als Teil des damaligen „Distrikts Altkirch“ gegründet. Mit der Gründung der Arrondissements am 17. Februar 1800 wurde der Kanton als Teil des damaligen Arrondissements Altkirch (seit 1857 Mulhouse) neu zugeschnitten. Von 1871 bis 1919 gab es keine weitere Untergliederung des damaligen „Kreises Altkirch“. Seit dem 28. Juni 1919 ist der Kanton wieder Teil des Arrondissements Altkirch.
Am 22. März 2015 wurde der Kanton von 27 auf 67 Gemeinden vergrößert. Die bis 2015 zum Kanton gehörenden Gemeinden Ballersdorf und Eglingen wurden dem Kanton Masevaux zugeordnet.
Siehe auch Geschichte Département Haut-Rhin und Geschichte Arrondissement Altkirch.

## Geografie
Der alte Kanton grenzte bis 2014 im Norden an die Kantone Cernay im Arrondissement Thann, Mulhouse-Ouest und Mulhouse-Sud im Arrondissement Mulhouse, im Osten an den Kanton Sierentz im Arrondissement Mulhouse, im Süden an den Kanton Hirsingue und im Westen an den Kanton Dannemarie.
Der heutige Kanton Altkirch grenzt im Norden an den Kanton Kingersheim, im Nordosten und Osten an den Kanton Brunstatt, im Osten an den Kanton Saint-Louis, im Südosten, Süden und Südwesten an die Schweiz sowie im Westen und Nordwesten an den Kanton Masevaux.

## Gemeinden
Der Kanton besteht aus 64 Gemeinden mit insgesamt 47.603 Einwohnern (Stand: 1. Januar 2022) auf einer Gesamtfläche von 433,23 km²:
| Gemeinde         | Elsässisch         | Deutsch          | Einwohner (2022) | Fläche (km²) | Code postal | Code Insee |
| ---------------- | ------------------ | ---------------- | ---------------- | ------------ | ----------- | ---------- |
| Altkirch         | Àltkírech          | Altkirch         | 5.575            | 9,54         | 68130       | 68004      |
| Aspach           | Ààschpi            | Aspach           | 1.141            | 4,20         | 68130       | 68010      |
| Bendorf          | Banderf            | Bendorf          | 251              | 7,55         | 68480       | 68025      |
| Berentzwiller    | Barezwiller        | Berenzweiler     | 340              | 6,08         | 68130       | 68027      |
| Bettendorf       | Batterf            | Bettendorf       | 460              | 4,73         | 68560       | 68033      |
| Bettlach         | Bättlàch           | Bettlach         | 303              | 4,09         | 68480       | 68034      |
| Biederthal       | Bierthel           | Biederthal       | 329              | 4,16         | 68480       | 68035      |
| Bisel            | Bìsel              | Bisel            | 542              | 8,10         | 68580       | 68039      |
| Bouxwiller       | Buxwiller          | Buchsweiler      | 430              | 6,47         | 68480       | 68049      |
| Carspach         | Karschbach         | Karspach         | 2.085            | 17,17        | 68130       | 68062      |
| Courtavon        | Cotchavon/Ottederf | Ottendorf        | 341              | 9,60         | 68480       | 68067      |
| Durlinsdorf      | Deerlersterf       | Durlinsdorf      | 516              | 7,78         | 68480       | 68074      |
| Durmenach        | Dírmene            | Durmenach        | 831              | 5,76         | 68480       | 68075      |
| Emlingen         | Emlínge            | Emlingen         | 313              | 2,42         | 68130       | 68080      |
| Feldbach         | Falbe              | Feldbach         | 469              | 5,02         | 68640       | 68087      |
| Ferrette         | Pfírt              | Pfirt            | 848              | 1,94         | 68480       | 68090      |
| Fislis           | Feeslis            | Fislis           | 387              | 7,53         | 68480       | 68092      |
| Franken          | Frànke             | Franken          | 365              | 6,22         | 68130       | 68096      |
| Frœningen        | Frehnige           | Fröningen        | 865              | 4,44         | 68720       | 68099      |
| Hausgauen        | Hüsgaie            | Hausgauen        | 372              | 5,79         | 68130       | 68124      |
| Heidwiller       | Haidwiller         | Heidweiler       | 656              | 4,48         | 68720       | 68127      |
| Heimersdorf      | Haimersdorf        | Heimersdorf      | 651              | 7,59         | 68560       | 68128      |
| Heiwiller        | Haiwiller          | Heiweiler        | 180              | 2,04         | 68130       | 68131      |
| Hirsingue        | Hírsinge           | Hirsingen        | 2.131            | 12,88        | 68560       | 68138      |
| Hirtzbach        | Hírzbàch           | Hirzbach         | 1.438            | 13,91        | 68118       | 68139      |
| Hochstatt        | Huuscht            | Hochstatt        | 2.175            | 8,55         | 68720       | 68141      |
| Hundsbach        | Hundsbe            | Hundsbach        | 357              | 4,03         | 68130       | 68148      |
| Illfurth         | Íllfert            | Illfurth         | 2.428            | 9,16         | 68720       | 68152      |
| Illtal           | Illthel            | Illtal           | 1.223            | 11,96        | 68960       | 68240      |
| Jettingen        | Jettige            | Jettingen        | 508              | 6,30         | 68130       | 68158      |
| Kiffis           | Chìfis             | Kiffis           | 238              | 6,55         | 68480       | 68165      |
| Kœstlach         | Chäschli           | Köstlach         | 499              | 8,23         | 68480       | 68169      |
| Levoncourt       | Lvonco/Lüffederf   | Luffendorf       | 250              | 5,28         | 68480       | 68181      |
| Liebsdorf        | Liebsderf          | Liebsdorf        | 291              | 4,22         | 68480       | 68184      |
| Ligsdorf         | Lígschderf         | Ligsdorf         | 317              | 10,03        | 68480       | 68186      |
| Linsdorf         | Línschderf         | Linsdorf         | 336              | 3,36         | 68480       | 68187      |
| Lucelle          | Lítzel             | Lützel           | 31               | 10,27        | 68480       | 68190      |
| Luemschwiller    | Lüemschwíller      | Lümschweiler     | 747              | 7,27         | 68720       | 68191      |
| Lutter           | Lütter             | Lutter           | 295              | 8,46         | 68480       | 68194      |
| Mœrnach          | Merne              | Mörnach          | 517              | 6,79         | 68480       | 68212      |
| Muespach         | Müeschbe           | Muspach          | 934              | 11,37        | 68640       | 68221      |
| Muespach-le-Haut | Obermüeschbe       | Obermuspach      | 1.144            | 6,91         | 68640       | 68222      |
| Oberlarg         | Oberlàrg           | Oberlarg         | 136              | 8,21         | 68480       | 68243      |
| Obermorschwiller | Owermorschwiller   | Obermorschweiler | 408              | 6,05         | 68130       | 68245      |
| Oltingue         | Oltige             | Oltingen         | 684              | 13,42        | 68480       | 68248      |
| Raedersdorf      | Raderschderf       | Rädersdorf       | 481              | 7,39         | 68480       | 68259      |
| Riespach         | Rieschbi           | Riespach         | 646              | 7,57         | 68640       | 68273      |
| Roppentzwiller   | Roppezwiller       | Roppenzweiler    | 665              | 4,15         | 68480       | 68284      |
| Ruederbach       | Rüederbi           | Rüderbach        | 392              | 4,46         | 68560       | 68288      |
| Saint-Bernard    | Sànkt Bernhàrd     | Sankt Bernhard   | 597              | 6,04         | 68720       | 68081      |
| Schwoben         | Schwobe            | Schwoben         | 228              | 2,38         | 68130       | 68303      |
| Sondersdorf      | Sungerschderf      | Sondersdorf      | 316              | 8,44         | 68480       | 68312      |
| Spechbach        | Spachbi            | Spechbach        | 1.380            | 8,06         | 68720       | 68320      |
| Steinsoultz      | Staiselz           | Steinsulz        | 749              | 4,06         | 68640       | 68325      |
| Tagolsheim       | Dàgelse            | Tagolsheim       | 982              | 3,19         | 68720       | 68332      |
| Tagsdorf         | Tàgsdorf           | Tagsdorf         | 314              | 2,50         | 68130       | 68333      |
| Vieux-Ferrette   | Àlt-Pfírt          | Alt-Pfirt        | 643              | 6,63         | 68480       | 68347      |
| Waldighofen      | Wàldighofe         | Waldighofen      | 1.555            | 4,14         | 68640       | 68355      |
| Walheim          | Wàhle              | Walheim          | 888              | 4,83         | 68130       | 68356      |
| Werentzhouse     | Werenzhüse         | Werenzhausen     | 629              | 4,50         | 68480       | 68363      |
| Willer           | Willer             | Weiler           | 299              | 6,21         | 68960       | 68371      |
| Winkel           | Wínkel             | Wínkel           | 291              | 7,87         | 68480       | 68373      |
| Wittersdorf      | Witterschdorf      | Wittersdorf      | 778              | 4,76         | 68130       | 68377      |
| Wolschwiller     | Wolschwíller       | Wolschweiler     | 433              | 10,14        | 68480       | 68380      |
| Kanton Altkirch  | Àltkírech          | Altkirch         | 47.603           | 433,23       | -           | 6801       |

Bis März 2015 gehörten zum Kanton Altkirch die 27 Gemeinden Altkirch, Aspach, Ballersdorf, Berentzwiller, Carspach, Eglingen, Emlingen, Franken, Frœningen, Hausgauen, Heidwiller, Heiwiller, Hochstatt, Hundsbach, Illfurth, Jettingen, Luemschwiller, Obermorschwiller, Saint-Bernard, Schwoben, Spechbach-le-Bas, Spechbach-le-Haut, Tagolsheim, Tagsdorf, Walheim, Willer und Wittersdorf. Sein Zuschnitt entsprach einer Fläche von 156,15 km2.

## Veränderungen im Gemeindebestand seit 2015
2016:
- Fusion Grentzingen, Henflingen und Oberdorf → Illtal
- Fusion Spechbach-le-Bas und Spechbach-le-Haut → Spechbach

## Politik
Im 1. Wahlgang am 22. März 2015 erreichte keines der fünf Wahlpaare die absolute Mehrheit. Bei der Stichwahl am 29. März 2015 gewann das Gespann Sabine Drexler/Nicolas Jander (beide UD) gegen Marie Macri/Paolo Spano (beide FN) mit einem Stimmenanteil von 66,59 % (Wahlbeteiligung:49,11 %).
Seit 1945 hatte der Kanton folgende Abgeordnete im Rat des Départements:
| Vertreter im conseil général des Départements | Vertreter im conseil général des Départements | Vertreter im conseil général des Départements       |
| Amtszeit                                      | Name                                          | Partei                                              |
| --------------------------------------------- | --------------------------------------------- | --------------------------------------------------- |
| 1945–1949                                     | Charles Édouard Amiot                         | MRP                                                 |
| 1949–1967                                     | Joseph Perrin                                 | RPF, danach Républicains sociaux und UNR            |
| 1967–1979                                     | Raymond Muller                                | Union des démocrates pour la République, danach RPR |
| 1979–2002                                     | Jean-Luc Reitzer                              | RPR, danach UMP                                     |
| 2002–2015                                     | Alphonse Hartmann                             | UMP                                                 |
| 2015–                                         | Sabine Drexler Nicolas Jander                 | Union de la droite                                  |